# Cuncolim
Cuncolim ist eine Stadt im indischen Bundesstaat Goa.
Die Stadt ist der Teil des Distrikt South Goa. Cuncolim hat den Status eines Municipal Council. Die Stadt ist in 10 Wards (Wahlkreise) gegliedert.

## Demografie
Die Einwohnerzahl der Stadt liegt laut der Volkszählung von 2011 bei 16.623. Cuncolim hat ein Geschlechterverhältnis von 1098 Frauen pro 1000 Männer und damit einen für Indien seltenen Frauenüberschuss. Die Alphabetisierungsrate lag bei 90,8 % im Jahr 2011. Knapp 50 % der Bevölkerung sind Hindus, ca. 38 % sind Christen und ca. 12 % sind Muslime und weniger als 1 % gehören einer anderen oder keiner Religion an. 9,4 % der Bevölkerung sind Kinder unter 6 Jahren.